# کوشاریسکا
کوشاریسکا (به چکی: Košařiska) یک منطقهٔ مسکونی در جمهوری چک است که در ناحیه فریدک-میستک واقع شده‌است. کوشاریسکا ۱۷٫۱۸ کیلومتر مربع مساحت و ۳۸۸ نفر جمعیت دارد و ۴۵۸ متر بالاتر از سطح دریا واقع شده‌است.